# Ledelsesansvar
Ledelsesansvar er det erstatningsansvar, som en ledelse eller bestyrelse for en virksomhed (eks. et selskab) eller en organisation kan ifalde som følge af de handlinger eller undladelser, der foretages i ledelsesgerningen.
Ledelsesansvar bliver oftest aktuelt, når kreditorer (eksempelvis leverandører eller banker) lider tab i forbindelse med en virksomhed eller en organisations konkurs. I sådanne tilfælde vil kreditorerne til tider forsøge at gøre ledelsen personligt ansvarlig for tabet for på den måde at få dækket deres tab.
Ansvaret er i udgangspunktet individuelt. Ledelsen (og/eller bestyrelsen) kan dog blive kollektivt ansvarlig ved fælles beslutninger (ved enstemmighed, eller ved flertalsbeslutninger, hvor der ikke angives, hvem der har været uenige). I sådanne tilfælde kan der efter omstændighederne pålægges et solidarisk ansvar. Ledelsesansvaret er personligt og ubegrænset og kan således pålægges også, selv om der er tale om et selskab med begrænset ansvar (eks. et kapitalselskab) eller en forening.
Ansvarsgrundlaget for ledelsesansvaret er culpa, medmindre der i særlig lovgivning findes et andet ansvarsgrundlag i særlig lovgivning på det pågældende område. Derudover gælder de almindelige erstatningsbetingelser: tab, årsagssammenhæng og adækvans (samt fraværet af ansvarsfritagende forhold).
Betingelserne for at ifalde ledelsesansvar er som udgangspunkt uafhængige af, hvilken organisation der er tale om. I praksis vil ansvaret, og ikke mindst risikoen, dog variere efter organisationens størrelse og art. Det kan også have betydning for vurderingen af, om der er handlet ansvarspådragende.